# Вінслов (Мен)
Вінслов (англ. Winslow) — переписна місцевість (CDP) в США, в окрузі Кеннебек штату Мен. Населення — 7948 осіб (2020).

## Демографія
Згідно з переписом 2010 року, у місті мешкали 7794 особи в 3328 домогосподарствах у складі 2183 родин. Було 3692 помешкання
Расовий склад населення:
| - 96,0 % — білих - 0,6 % — корінних американців - 0,6 % — азіатів - 0,4 % — чорних або афроамериканців |

До двох чи більше рас належало 2,3 %. Частка іспаномовних становила 1,1 % від усіх жителів.
За віковим діапазоном населення розподілялося таким чином: 21,8 % — особи молодші 18 років, 60,4 % — особи у віці 18—64 років, 17,8 % — особи у віці 65 років та старші. Медіана віку мешканця становила 43,6 року. На 100 осіб жіночої статі у місті припадало 92,4 чоловіків;  на 100 жінок у віці від 18 років та старших — 89,4 чоловіків також старших 18 років.
Середній дохід на одне домашнє господарство  становив 62 816 доларів США (медіана — 49 263), а середній дохід на одну сім'ю — 73 192 долари (медіана — 64 219). Медіана доходів становила 44 813 долари для чоловіків та 34 738 доларів для жінок. За межею бідності перебувало 15,6 % осіб, у тому числі 26,2 % дітей у віці до 18 років та 7,9 % осіб у віці 65 років та старших.
Цивільне працевлаштоване населення становило 3949 осіб. Основні галузі зайнятості: освіта, охорона здоров'я та соціальна допомога — 33,5 %, роздрібна торгівля — 12,5 %, виробництво — 8,5 %, мистецтво, розваги та відпочинок — 7,9 %.